# Baie de Biscayne
La baie de Biscayne (Bahía Vizcaina en espagnol, Biscayne Bay en anglais) est une lagune de 56 km de long et 13 km de large, située sur la côte atlantique de la Floride du Sud. 
Dans le nord, se trouvent les villes de Miami et de Miami Beach, alors que dans le centre et le sud, un parc national, le Parc national de Biscayne, a été créé en 1980.